# Borislav Terzić
Borislav Terzić (in serbo Борислав Терзић?; Vlasenica, 1º novembre 1991) è un calciatore bosniaco, difensore del Napredak Popinci.

## Carriera
Ha giocato nella massima serie dei campionati serbo, georgiano e bosniaco.